# هولغر هيلر
هولغر هيلر (بالألمانية: Holger Hiller)‏ هو موسيقي ومغني ألماني، ولد في 26 ديسمبر 1956 في هامبورغ في ألمانيا.

## وصلات خارجية
- الموقع الرسمي
- هولغر هيلر على موقع IMDb (الإنجليزية)
- هولغر هيلر على موقع ميوزك برينز (الإنجليزية)
- هولغر هيلر على موقع أول ميوزيك (الإنجليزية)
- هولغر هيلر على موقع ديسكوغز (الإنجليزية)